# Мемориальный дом-музей академика С. П. Королёва
Мемориа́льный дом-музе́й акаде́мика Серге́я Королёва — московский мемориальный музей, посвящённый жизни и деятельности Главного конструктора космической техники Сергея Королёва. Официальное открытие состоялось в 1975 году по инициативе жены Нины Ивановны Королёвой, передавшей во владение музея около 19 000 предметов, ставших экспонатами. Учреждение располагается в доме на 1-й Останкинской улице, в котором академик прожил с 1959 по 1966 год.

## История здания

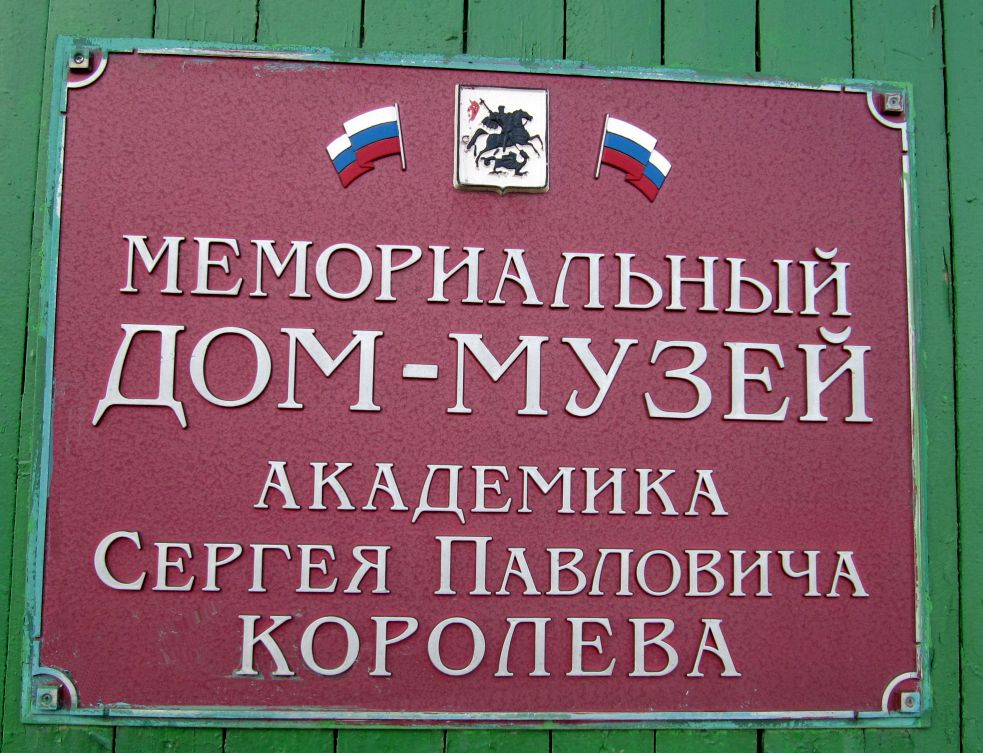
Мемориальная табличка у входа в музей, 2011 год

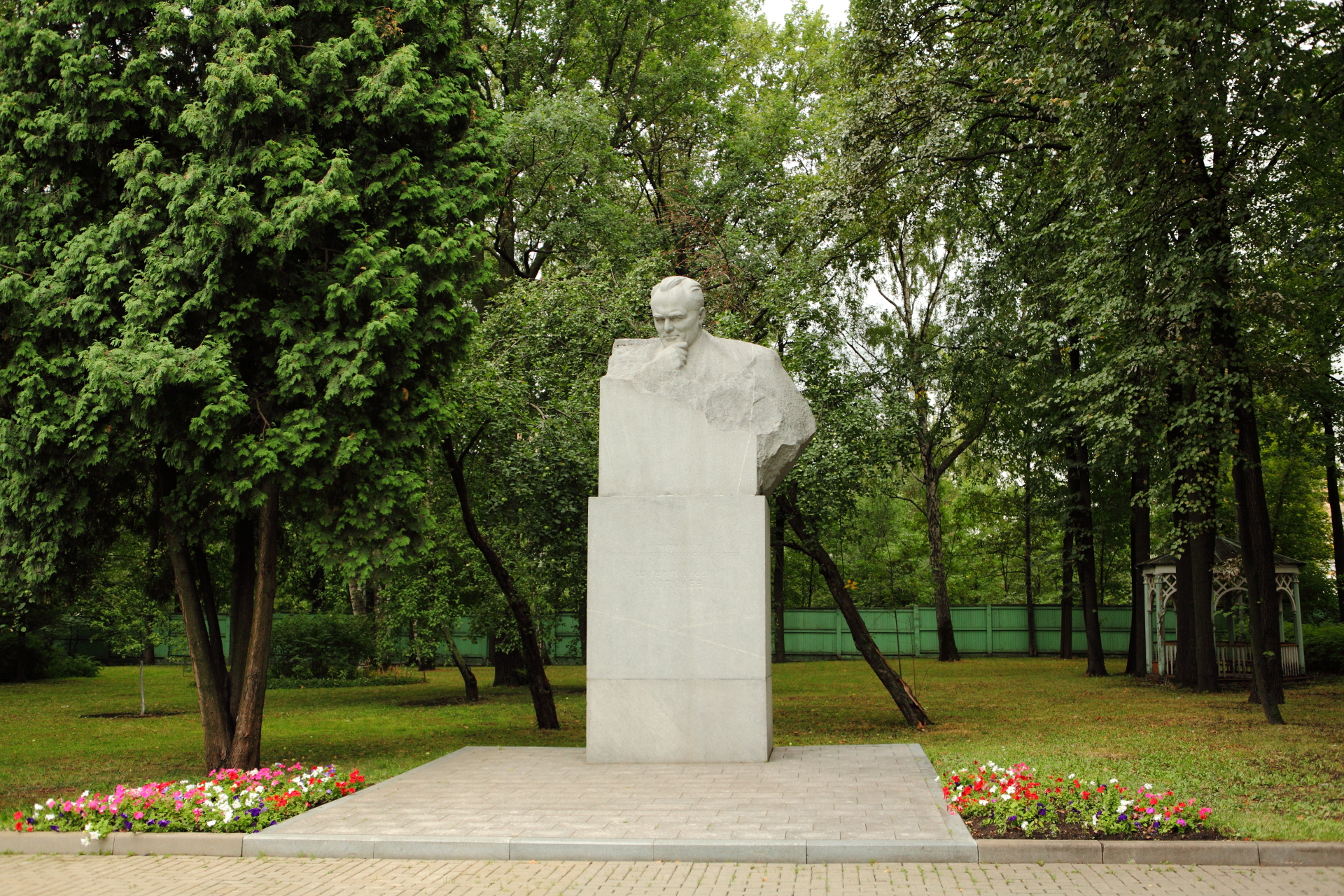
Памятник Сергею Королёву, 2014

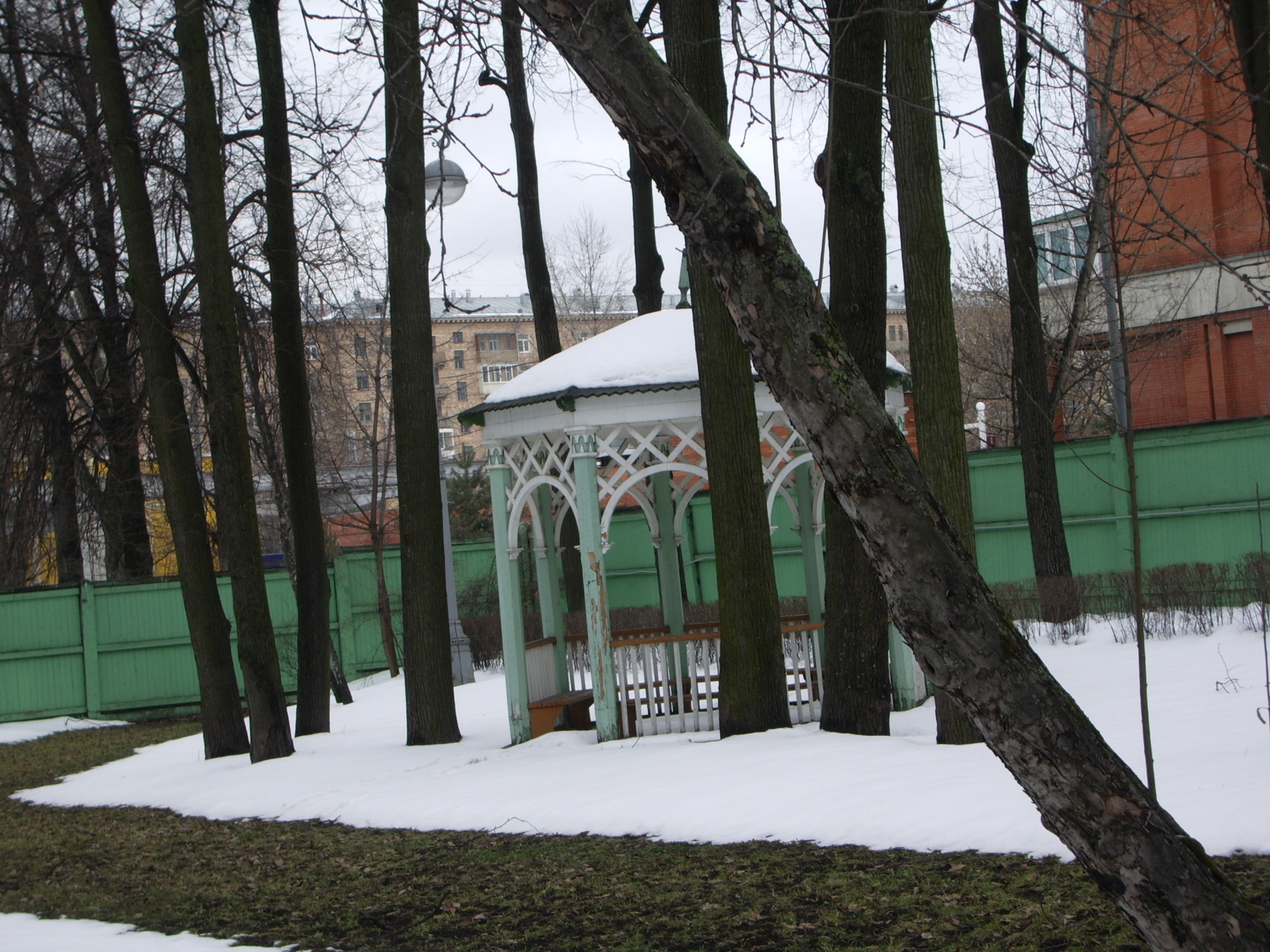
Деревянная беседка во дворе музея, 2012 год

В декабре 1957 года Совет Министров СССР принял решение о награждении Сергея Королёва и ещё пяти конструкторов так называемого «Совета главных» за успешный запуск первого в мире искусственного спутника Земли дачами в Подмосковье. Королёв просил участок ближе к работе, поэтому ему выделили участок в Останкино, где был построен двухэтажный особняк площадью 220 м² в 1959 году по проекту архитекторов Р. И. Семерджиева и Э. Г. Ширяевской. Здание является примером советского функционализма, академик прожил в нём с 1959 по 1966 год. Инженер любил московский дом, несмотря на частые командировки на космодром Байконур (по подсчётам жены, Королёв отсутствовал до шести месяцев в году) для разработки проектов по освоению космоса и первого полёта человека за пределы атмосферы.
В доме Сергей Павлович любил все. Завтракать и ужинать любил на кухне (обедал последние годы на предприятии), отдохнуть и почитать в свободный от работы день предпочитал в гостиной на диване, но вскоре перебирался в постель. Вернувшись с работы, всегда заходил в мою маленькую комнату и устраивался на маленьком диванчике, свесив ноги через подлокотник. Сетовал на то, что диван мал и неудобен. Всё грозился выбросить эту модерную «на тоненьких ножках» мебель и устроить мне удобный уголок для отдыха (не успел).Нина Ивановна Королёва
По состоянию на 2018 год дом почти полностью сохранил свой облик — перестройке подвергся только подвал, переоборудованный под нужды музея в 1970-х годах. Также появился отдельный посетительский вход.
В 2006-м — к 100-летию со дня рождения Королёва (хотя его рождение по старому стилю приходится на 30 декабря 1906 года) — на территорию музея был перенесён памятник главному конструктору, ранее с 1967 года стоявший на Аллее Героев Космоса. Автором проекта являлся скульптор Андрей Файдыш-Крандиевский. Монумент выполнен из гранита. Статуя учёного «вырастает» из постамента, на котором высечена надпись: «Конструктор первых ракетно-космических систем академик Сергей Павлович Королев». В 1974 году памятник взяли под государственную охрану.

## Экспозиция музея
После смерти конструктора в 1966 году Нина Ивановна Королёва обратилась к советским властям с просьбой организовать в доме мемориальный музей. Официальное открытие состоялось 1 августа 1975 года. Вдова Королёва была единственным фондообразователем, завещала музею около 19 тысяч подлинных экспонатов, включая личные вещи, семейные фотографии, мебель, предметы быта, а также обширную библиотеку. Помимо этого, в состав коллекции вошли архивные документы: оригинальные чертежи, протоколы, научные материалы. После смерти Нины Королёвой в музее начали экспонироваться письма конструктора к жене, конспекты со времён обучения в Киевском политехническом институте, а также записные книжки, часть из которых датируются 1936 годом.
При входе в музей на первом этаже расположена прихожая, к которой примыкает гардероб с личными вещами Королёва и его супруги. Также в прихожей установлена копия скульптуры «К звёздам» архитектора Григория Постникова, более крупный оригинал которой находится в Екатерининском парке. Скульптура является подарком первых космонавтов главному конструктору, а основание статуи украшено автографами и датами полётов первых одиннадцати космонавтов периода 1961—1965 года.
Другие комнаты первого этажа — гостиная, столовая и кухня. В центре гостиной стоит небольшой круглый журнальный столик, накрытый органическим стеклом. Под ним хранятся журналы «Наука и жизнь» декабря 1965-го, «Огонёк» января 1966-го, а также газета «Правда» от 4 января 1966 года — дня, когда Королёв уехал на последнюю операцию. Гостиную украшает отделанный розовым мрамором камин, на полке которого стоит кинопроектор «Украина-4», которым любил пользоваться Королёв. В последний раз его включал Юрий Гагарин в годовщину смерти академика в 1967-м. Рядом с проектором установлен магнитофон «Днепр-9», который Королёв подарил супруге. Из техники того времени в комнате стоит телевизор «Рубин-202» и фортепиано американской марки «Steinway & Sons», на котором часто играла Нина Королёва. Столовая отделена от гостиной складной стеклянной перегородкой, там установлена немецкая мебель, в комнате находится радиола фирмы «Telefunken» — подарок генерала Андрея Соколова, привезённый из Германии, где они работали в 1940-х годах.
На втором этаже располагается рабочий кабинет. В центре — массивный деревянный стол, слева от входа — библиотека, справа — гантели на полу, которыми пользовался Королёв после подрыва здоровья в ссылке на Мальдяк. Позади рабочего стола находится портрет супруги Королёва в технике интарсии и висит картина Аркадия Рылова «В. И. Ленин уходит в эмиграцию», изображающая вождя народа, переходящего через Финский залив. На том же этаже находится спальня с коллекцией любимых кактусов Королёва, которые он называл «уродиками». Между рабочим кабинетом и спальней висит ручная карта формаций рельефа Луны — подарок ленинградского селенолога А. В. Хабакова. Рядом со спальней — комната супруги, где стоит её рабочий секретер. Напротив — ванная комната, куда по просьбе Нины Королёвой было установлено биде, из экспонатов там лежит немецкий фен 1940-х годов. Холл второго этажа занимает библиотека художественной литературы из более 2 тысяч книг.
В подвале музея оборудован небольшой кинозал, где посетителям показывают документальный фильм про жизнь и деятельность академика Королёва. Также в этих промещениях проходят временные выставки.
В 2007 году интерьеры дома-музея использовались режиссёром Юрием Карой в качестве декораций для фильма «Королёв», выпущенного к 100-летию со дня рождения конструктора.

Дом-музей Сергея Королёва (2018 год)
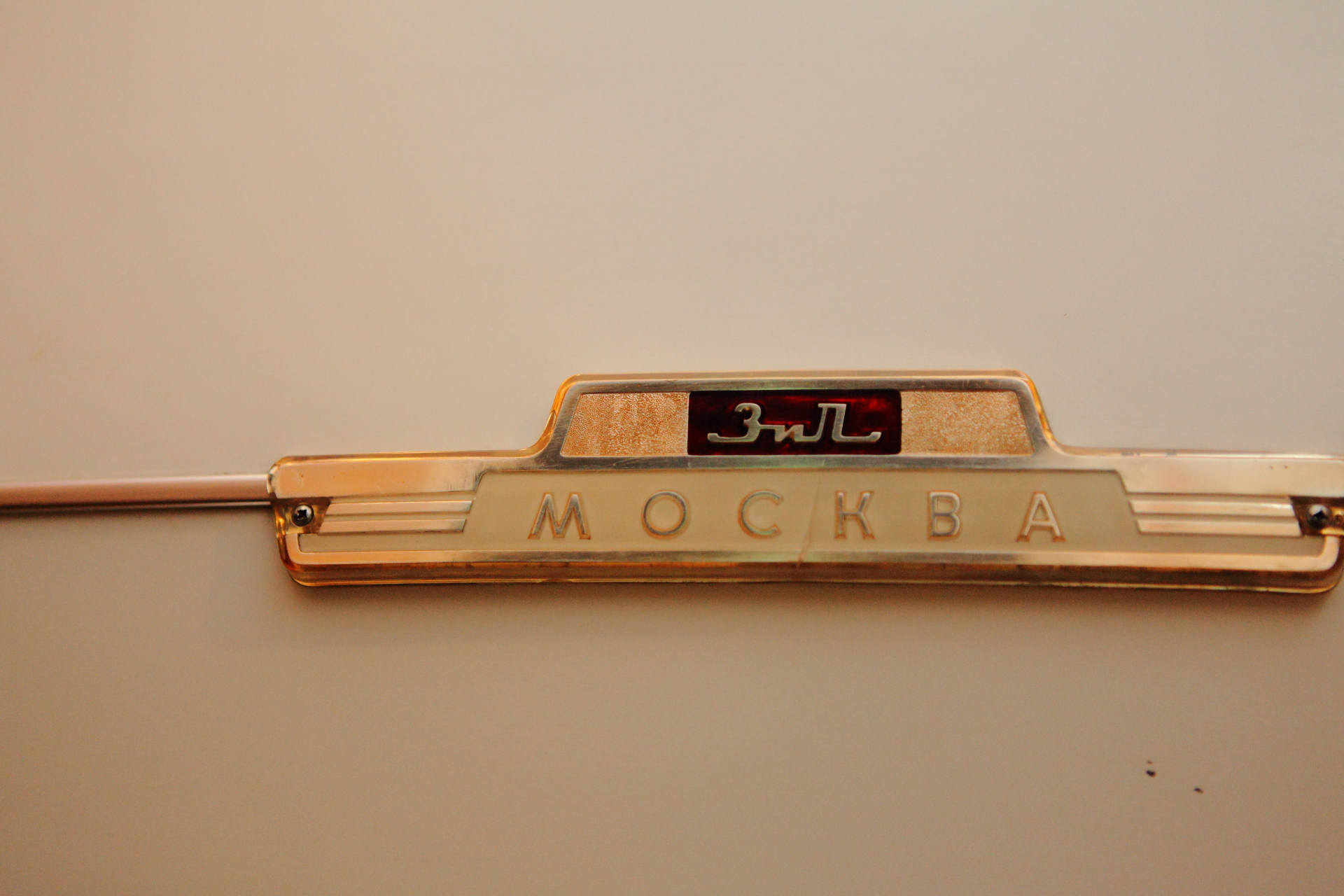
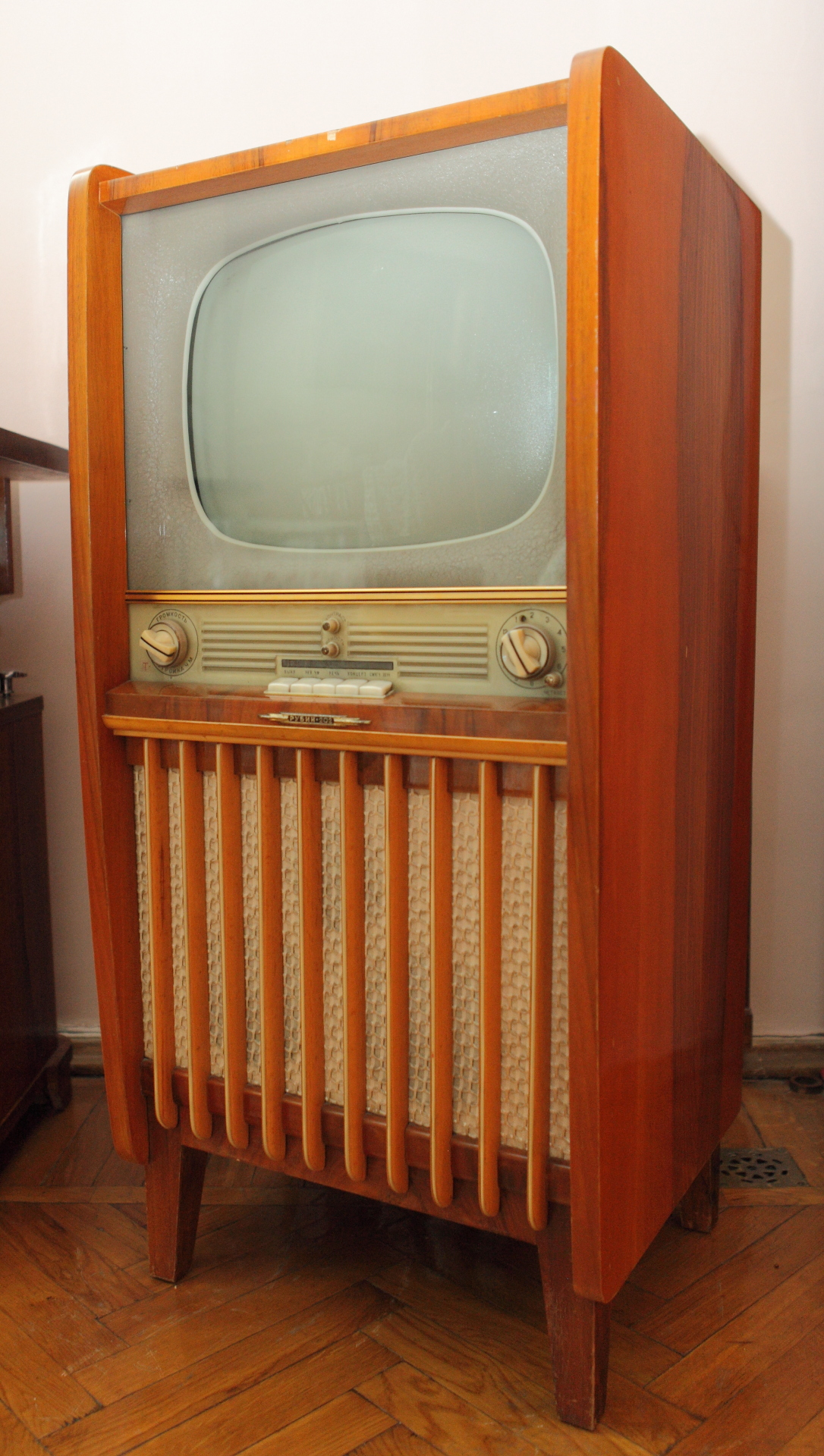
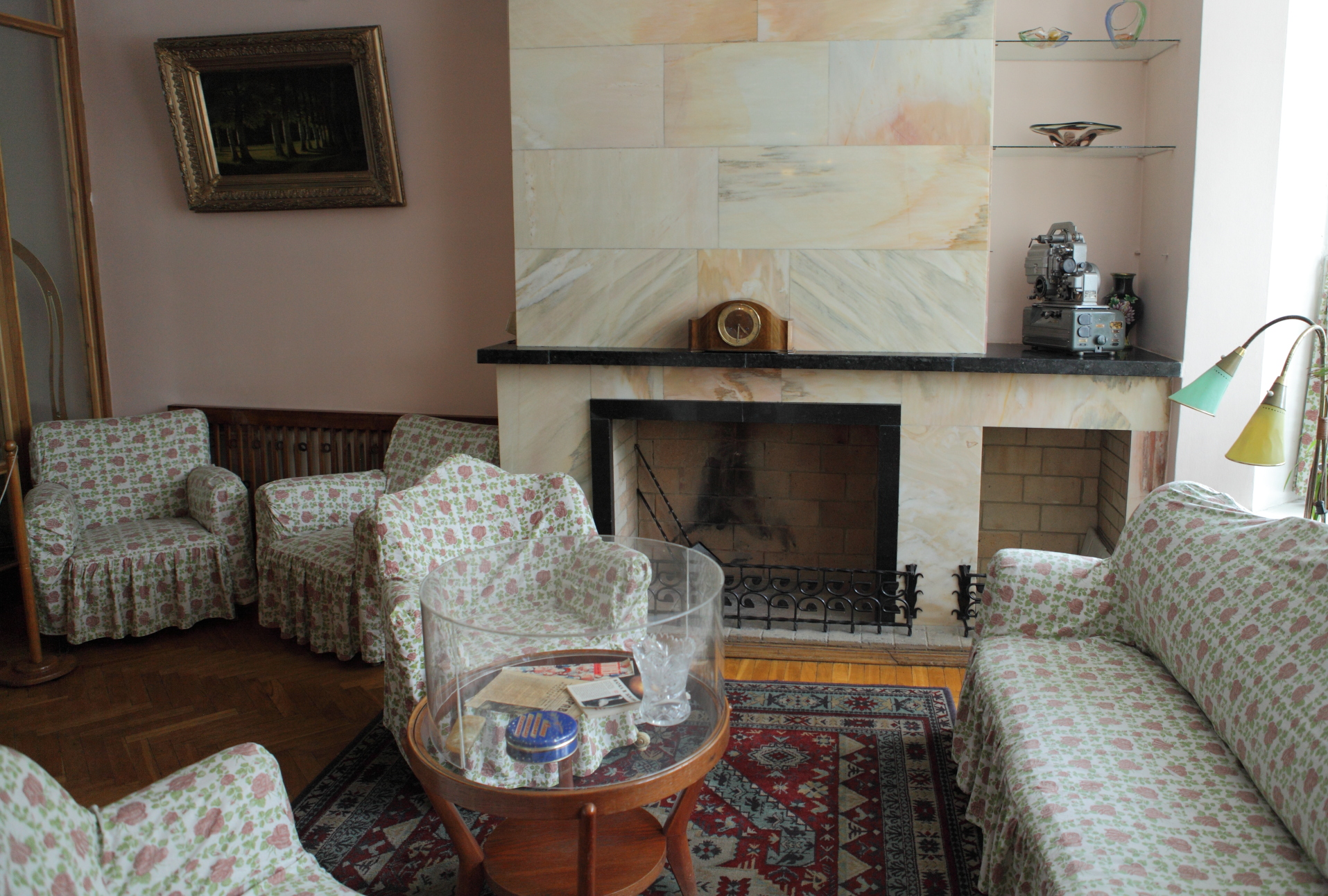
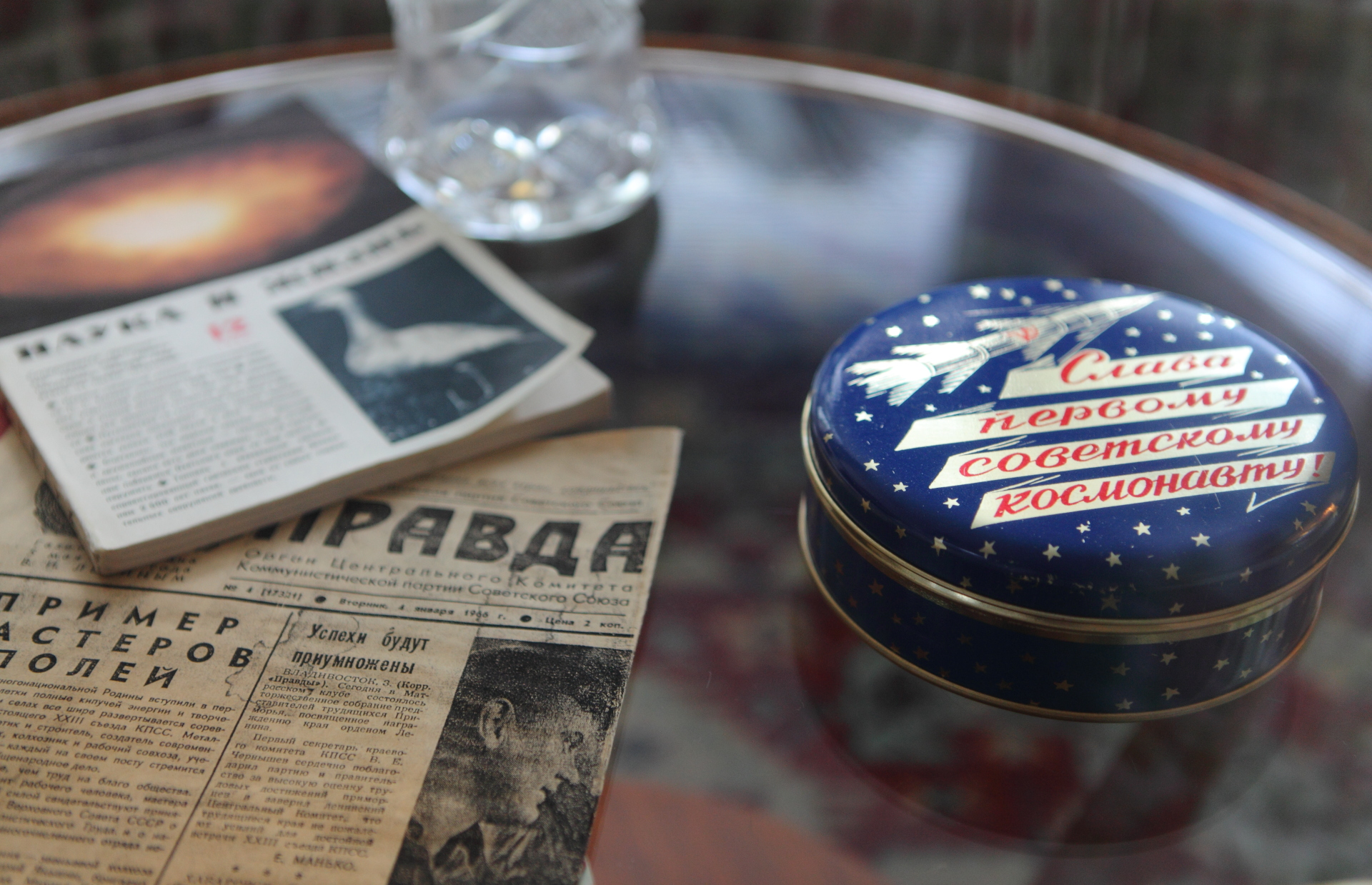
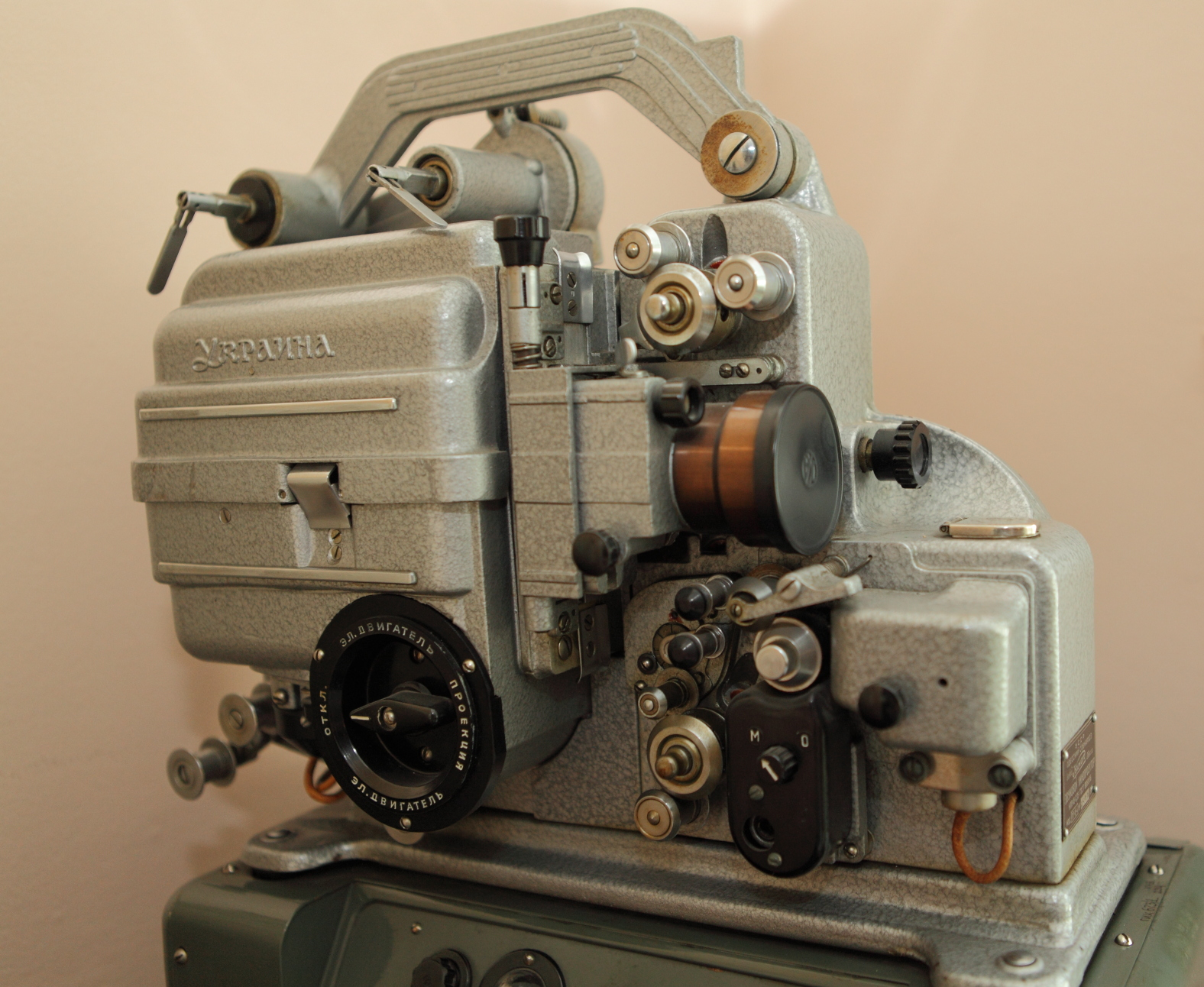
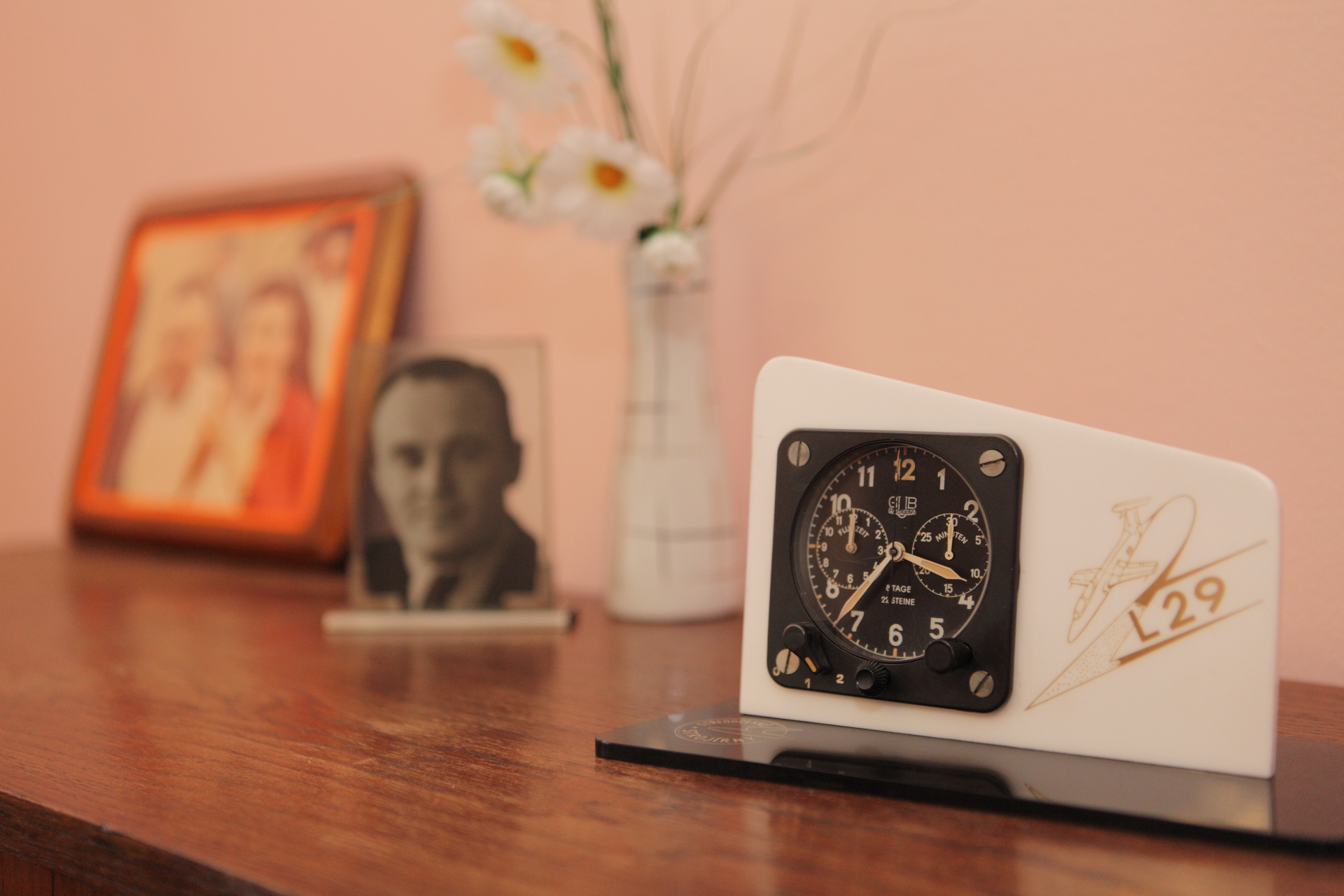
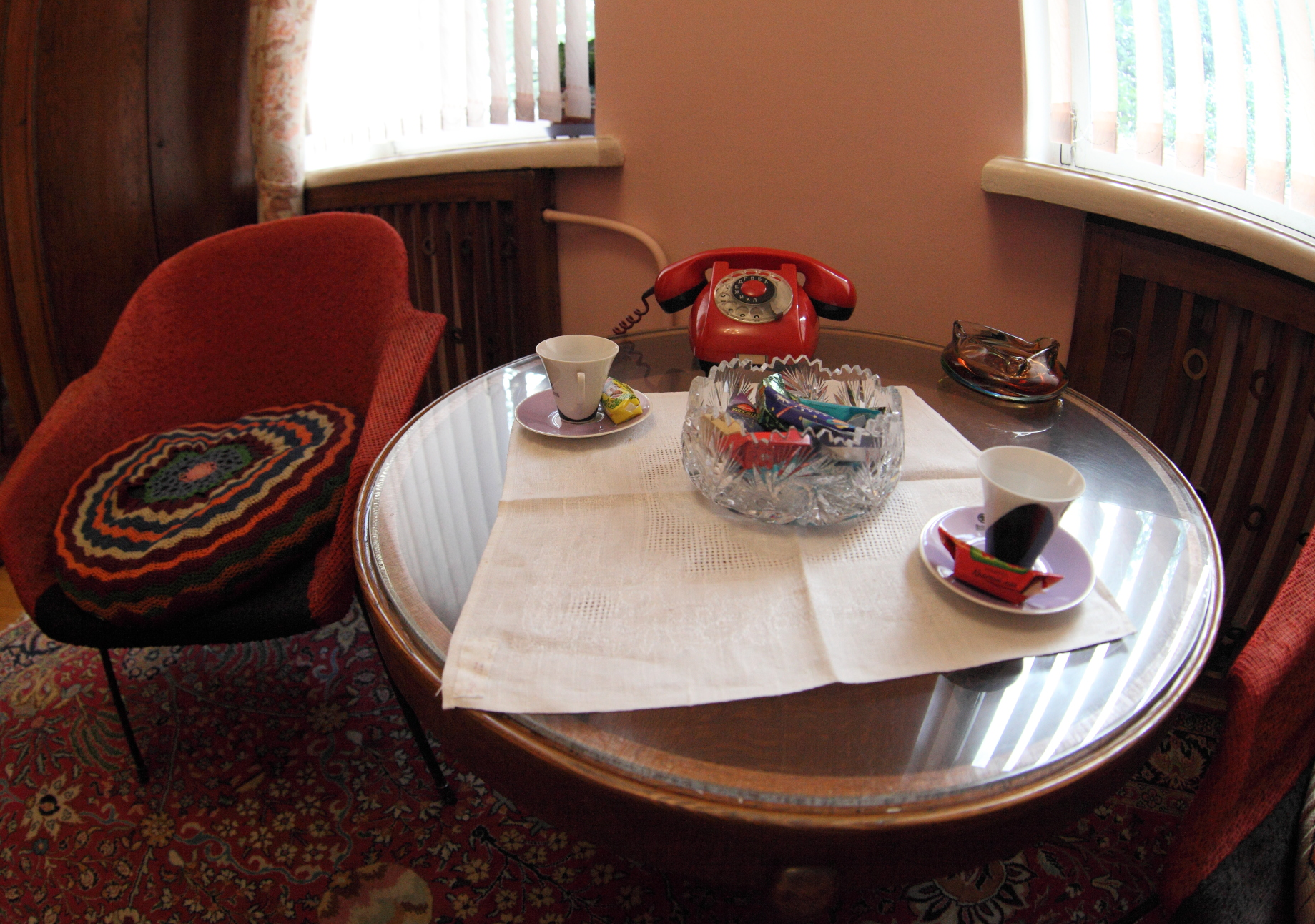
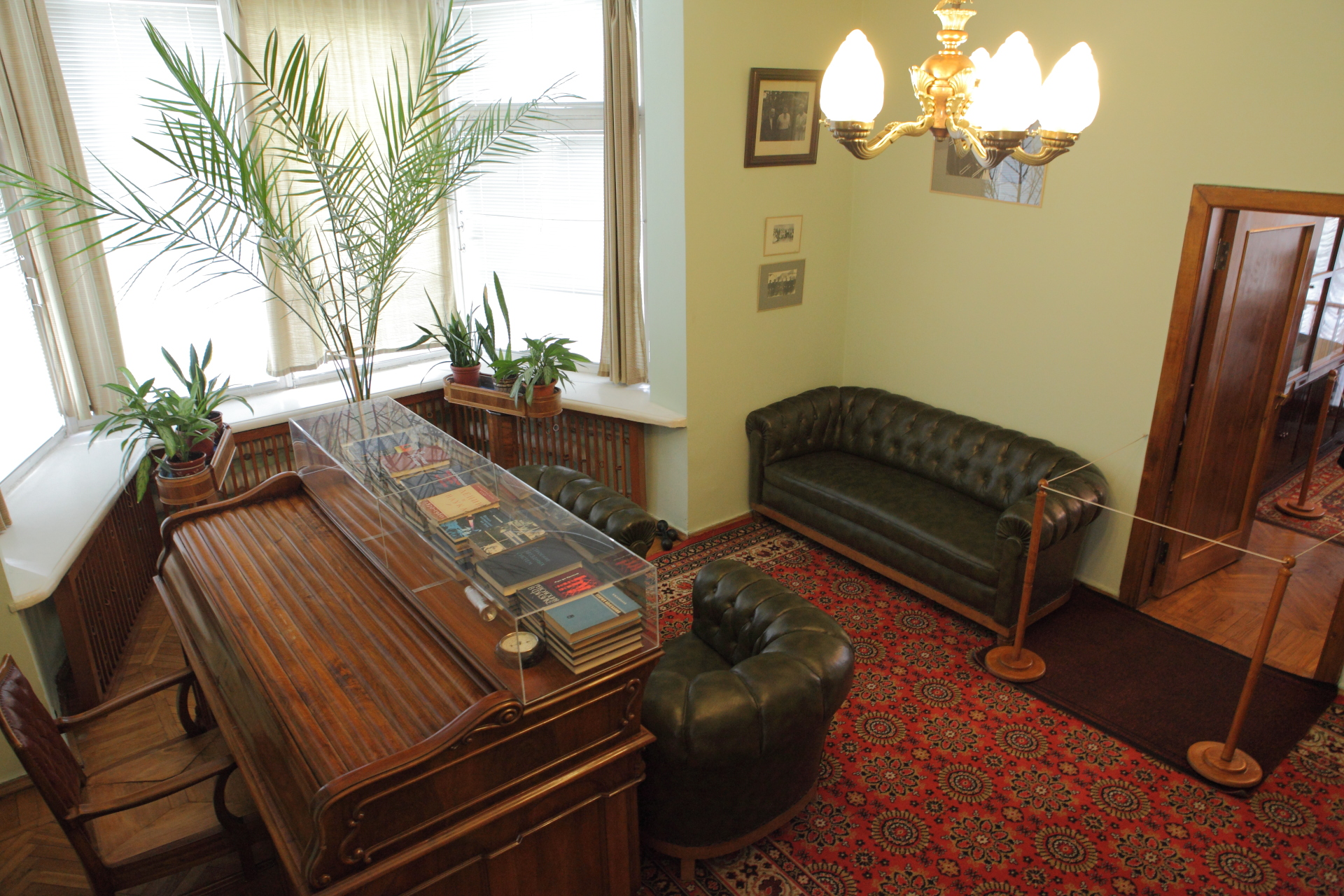
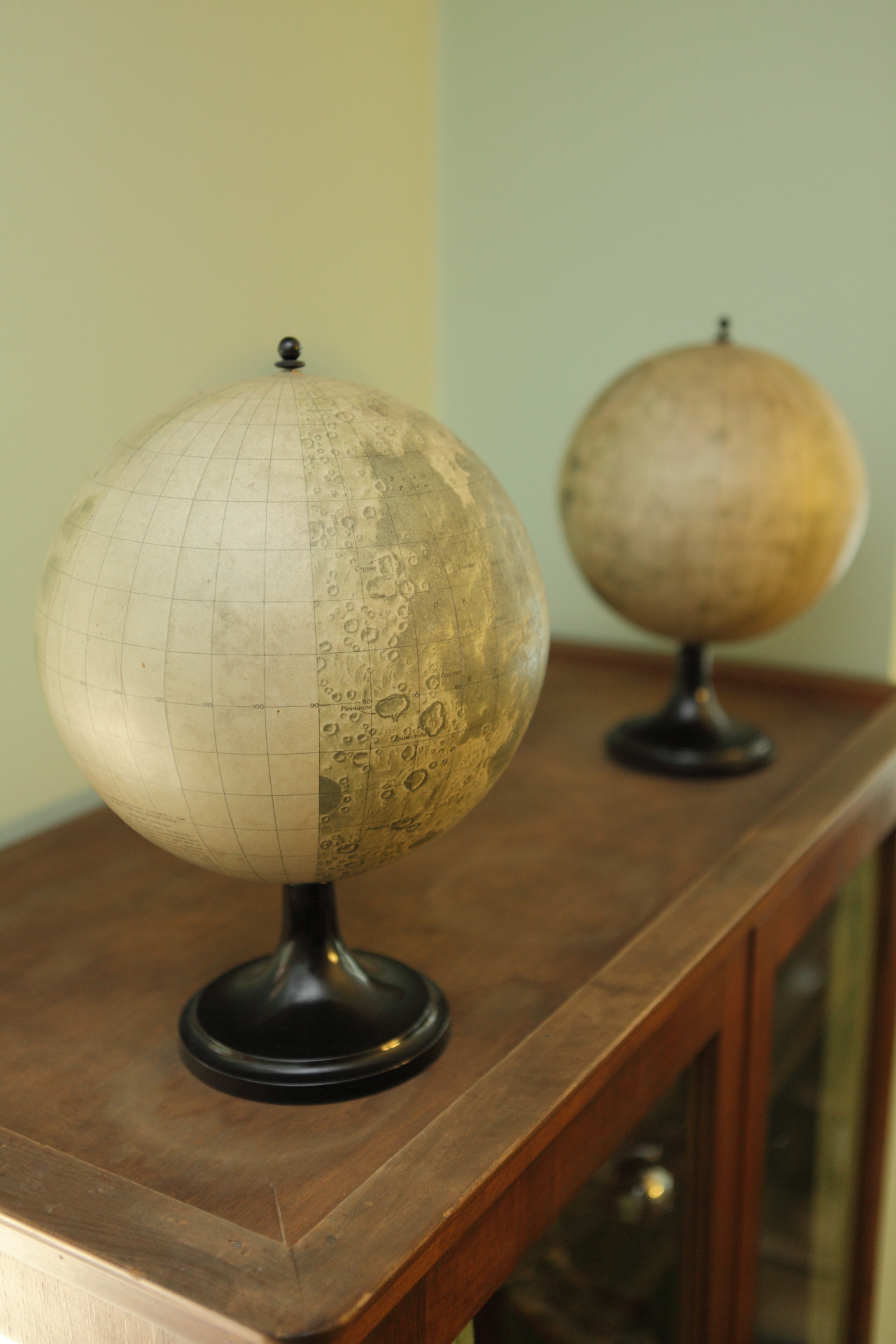
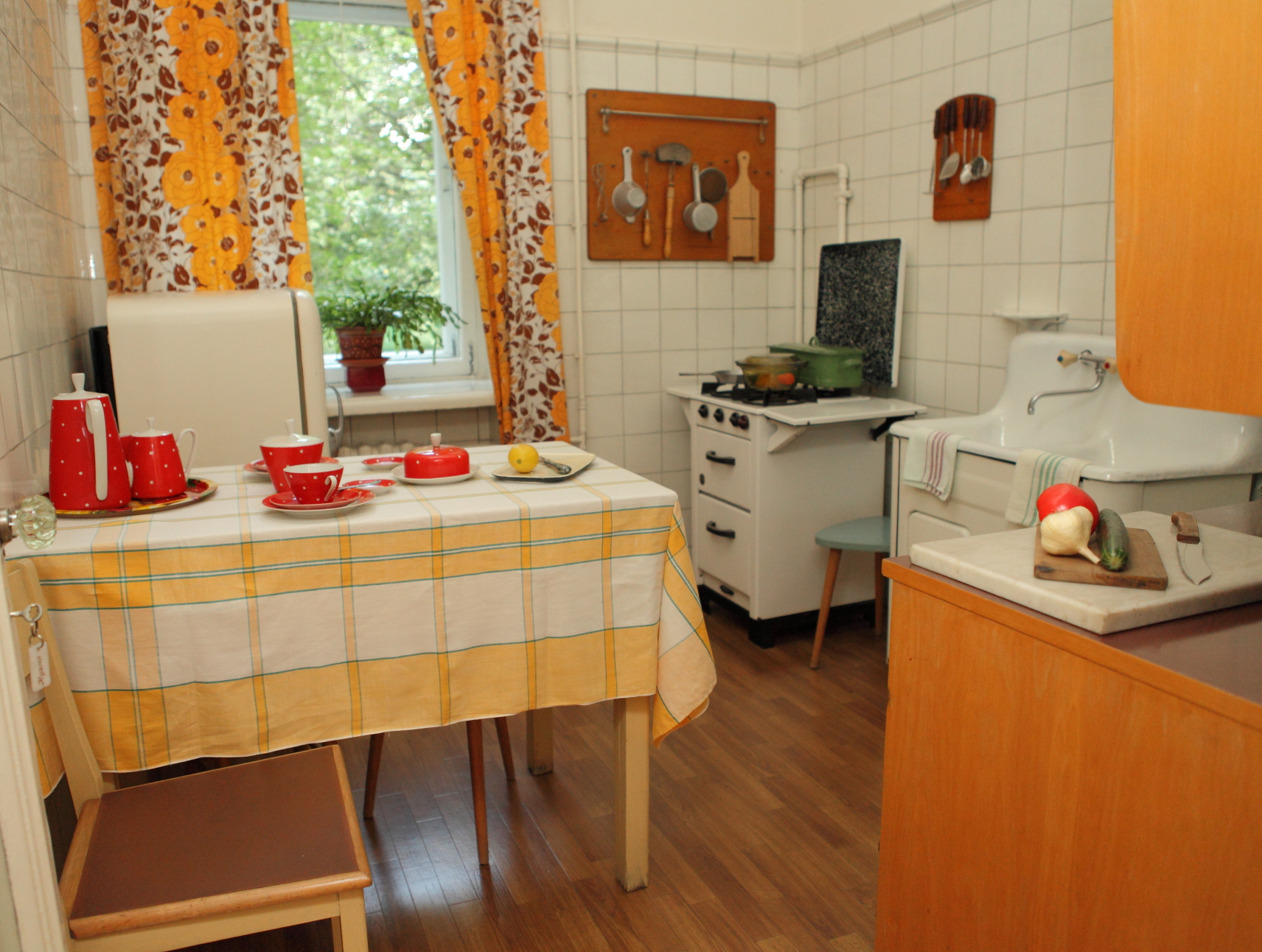
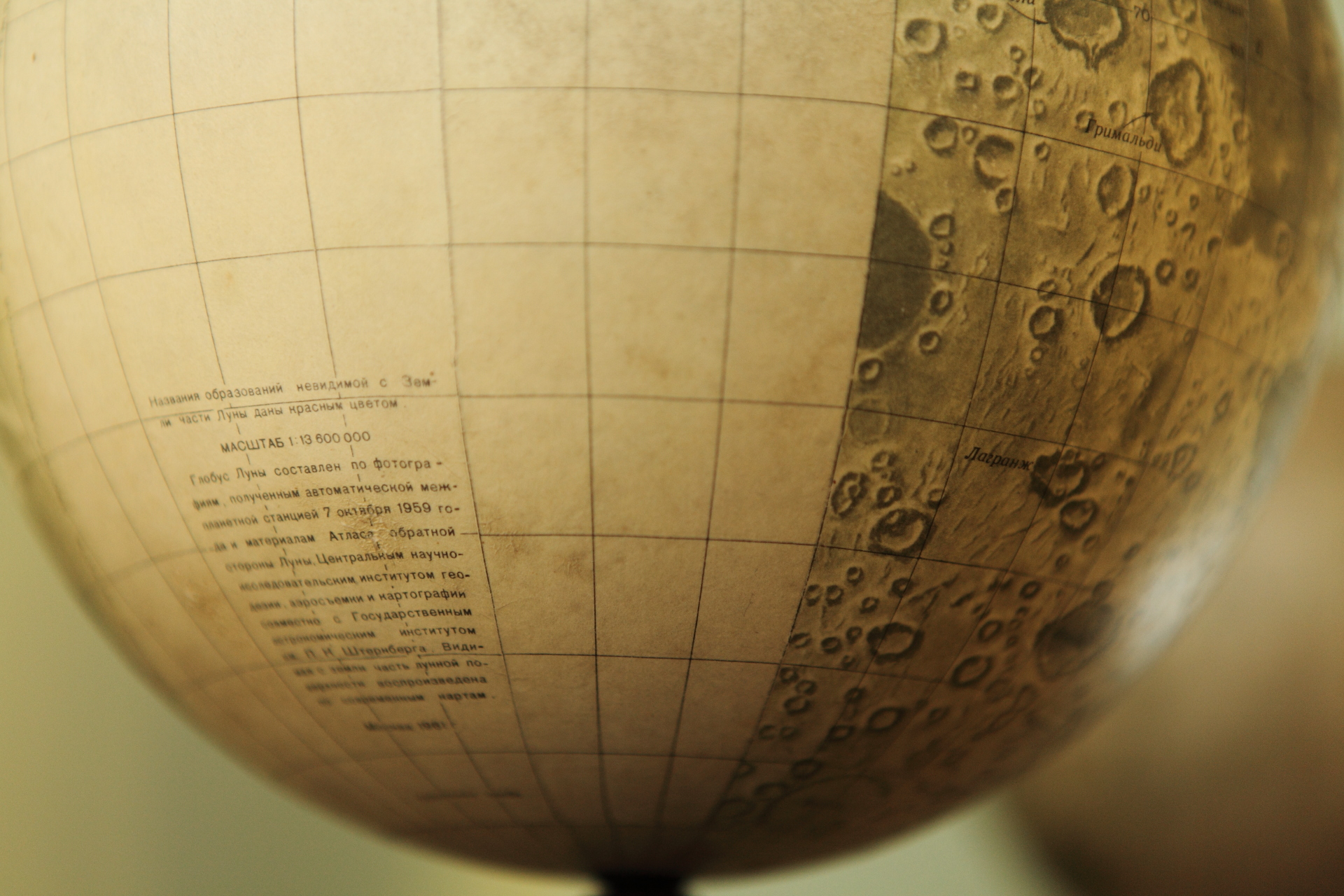
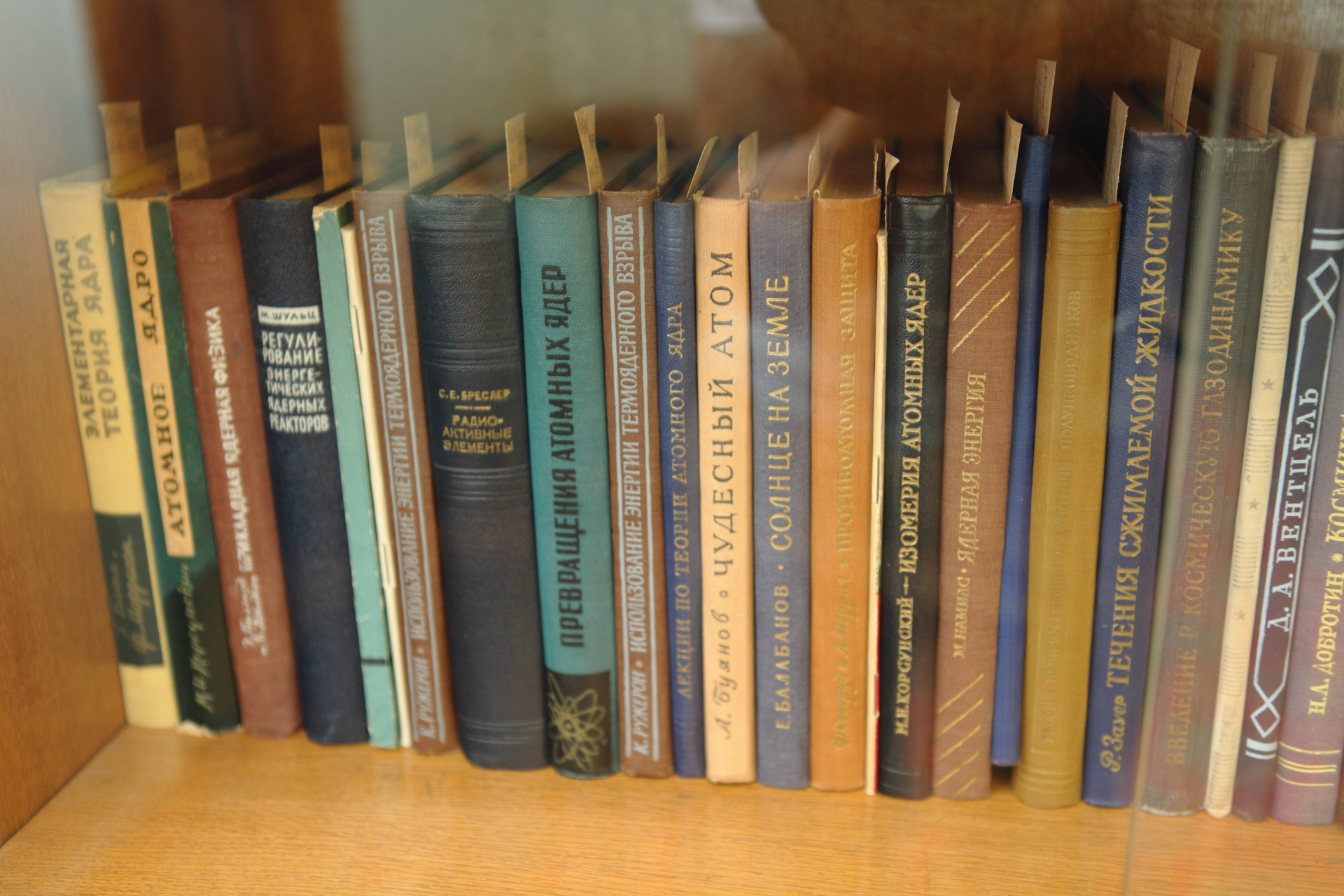
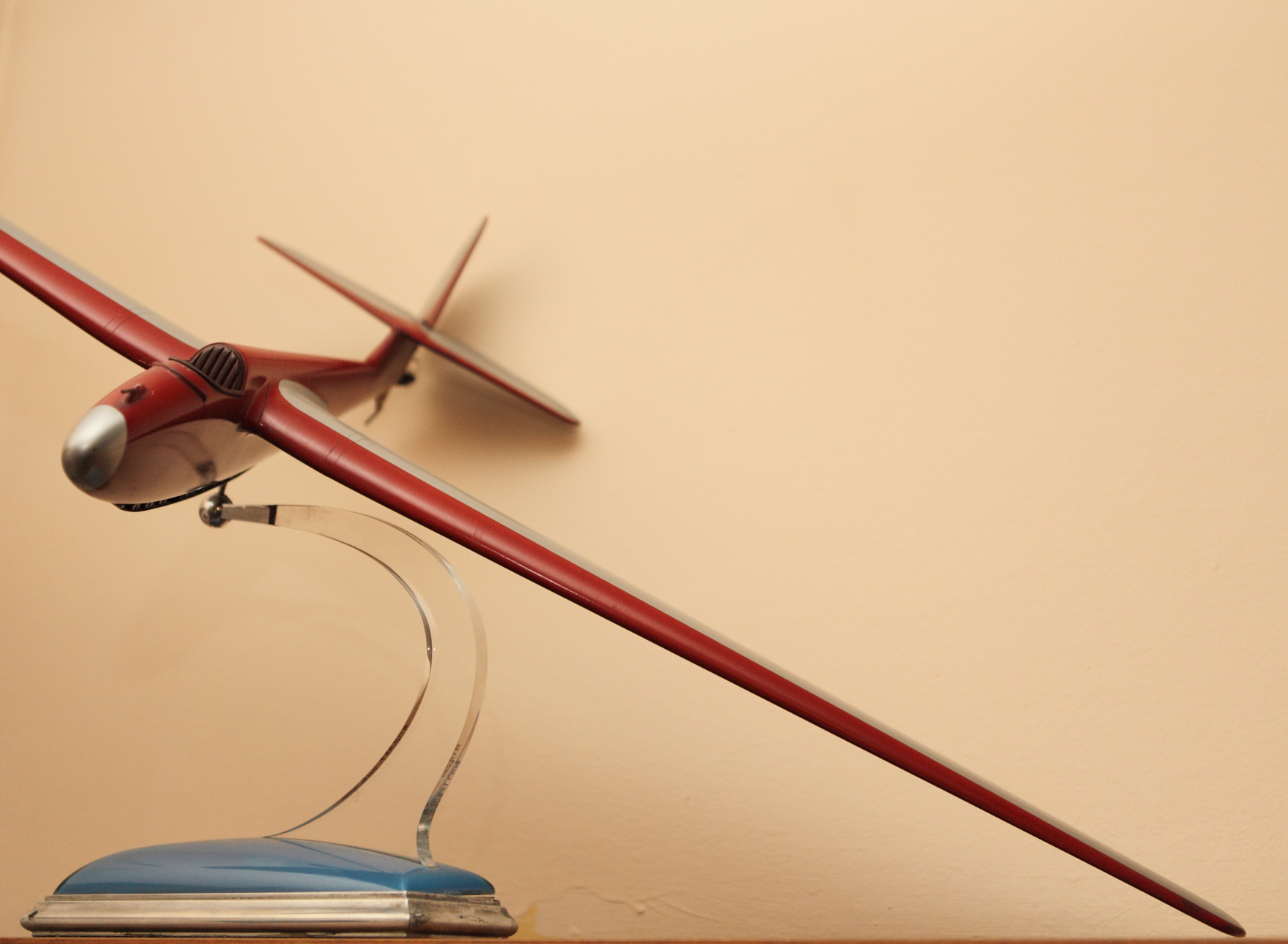
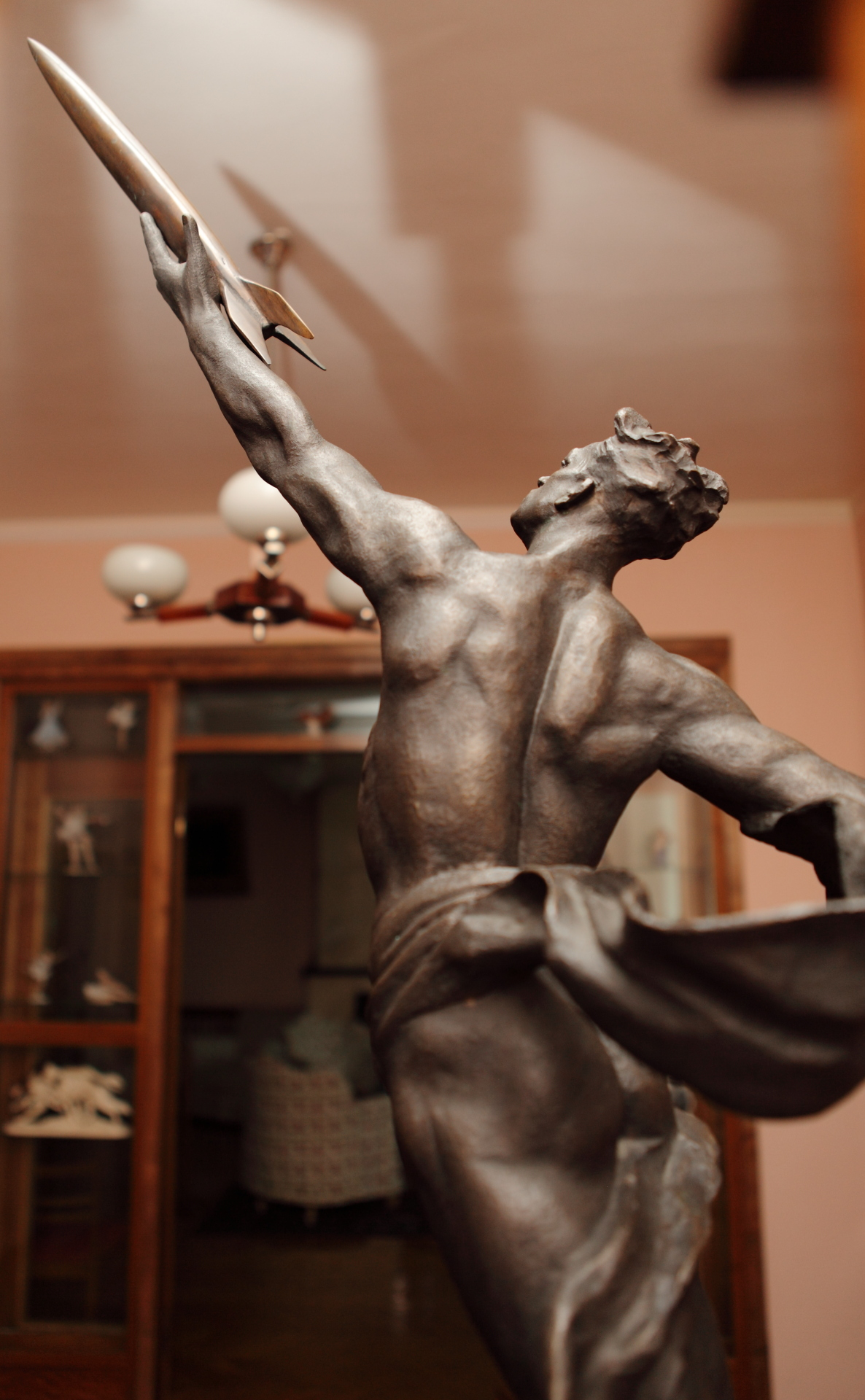
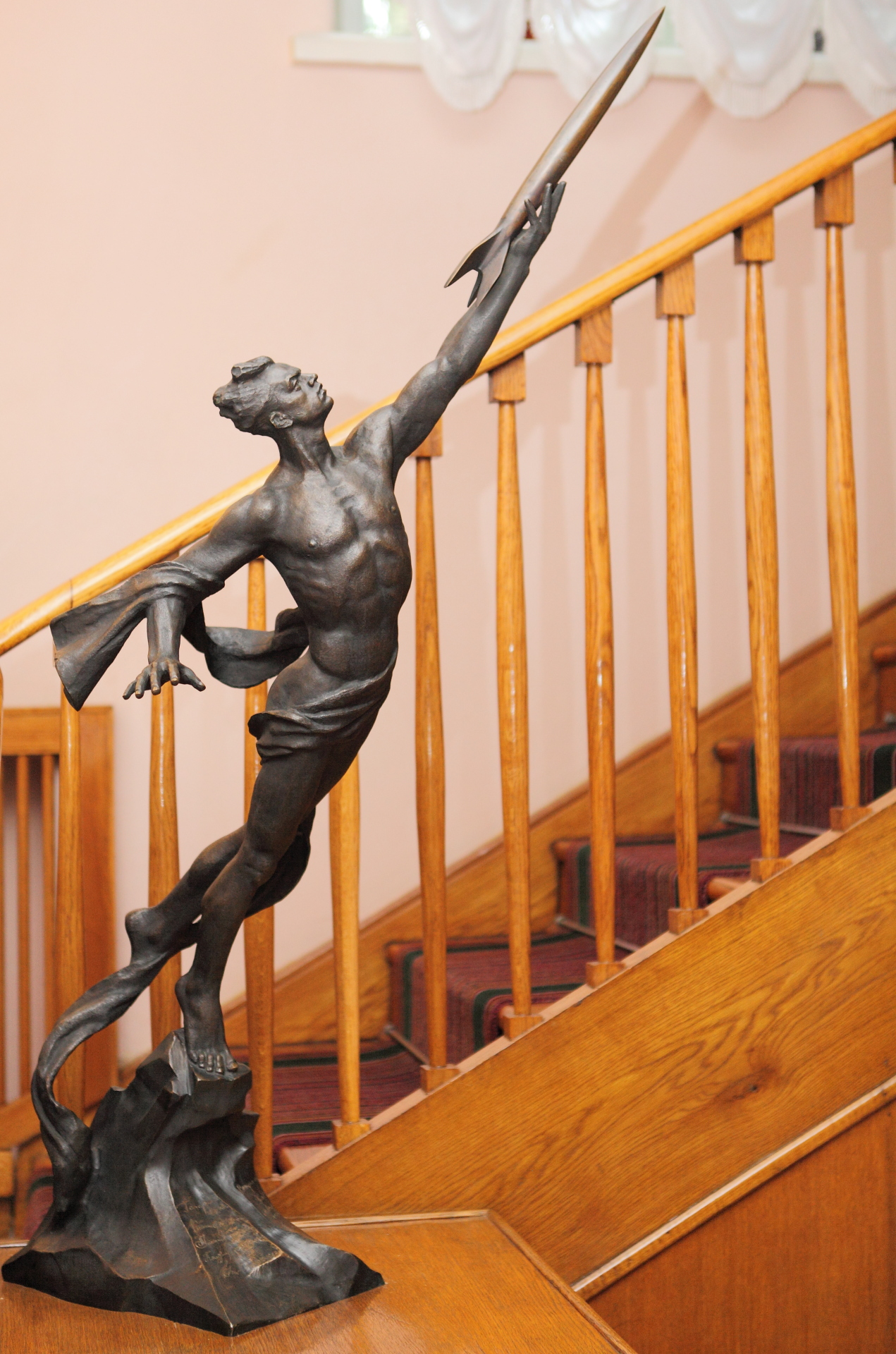
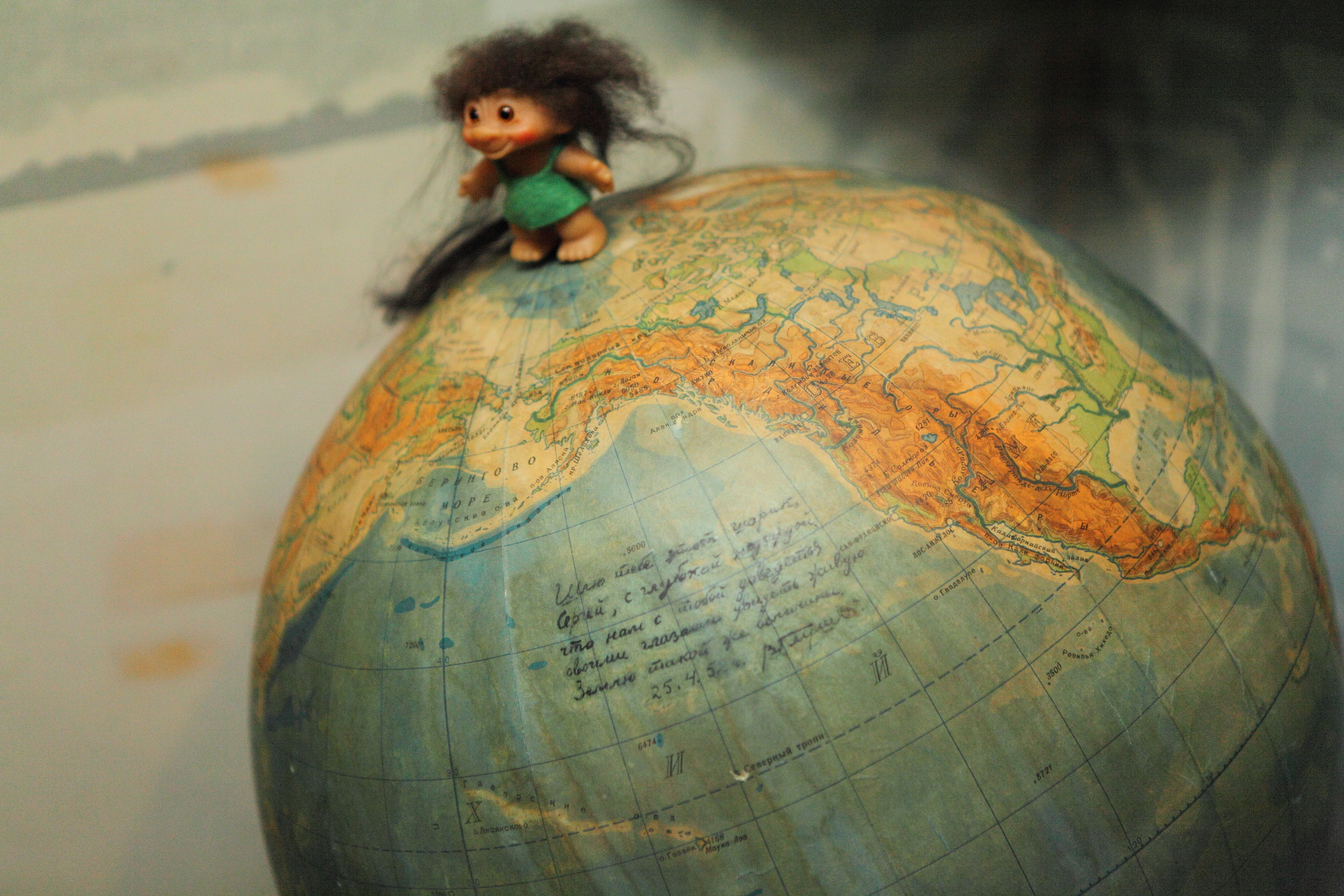
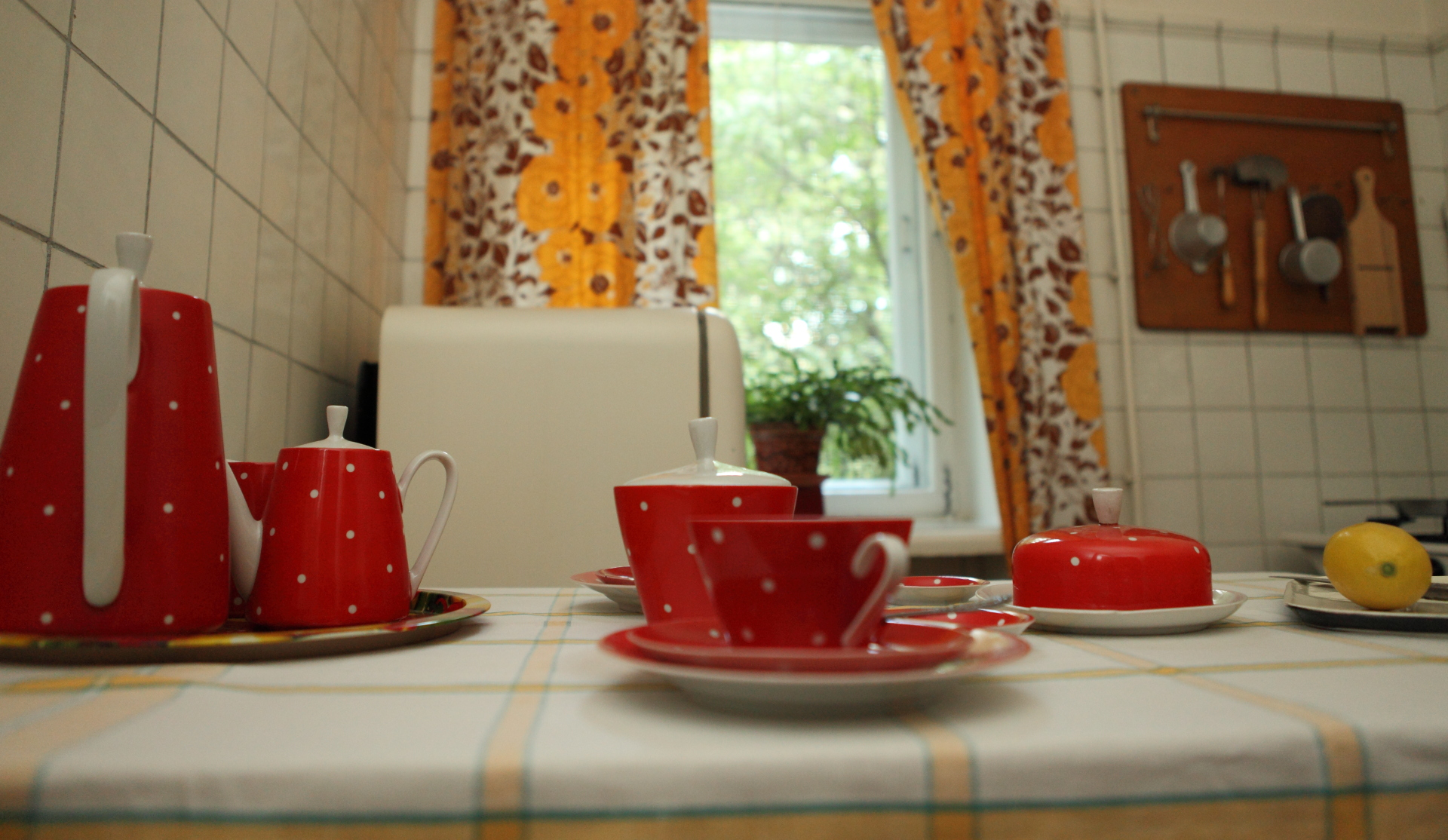
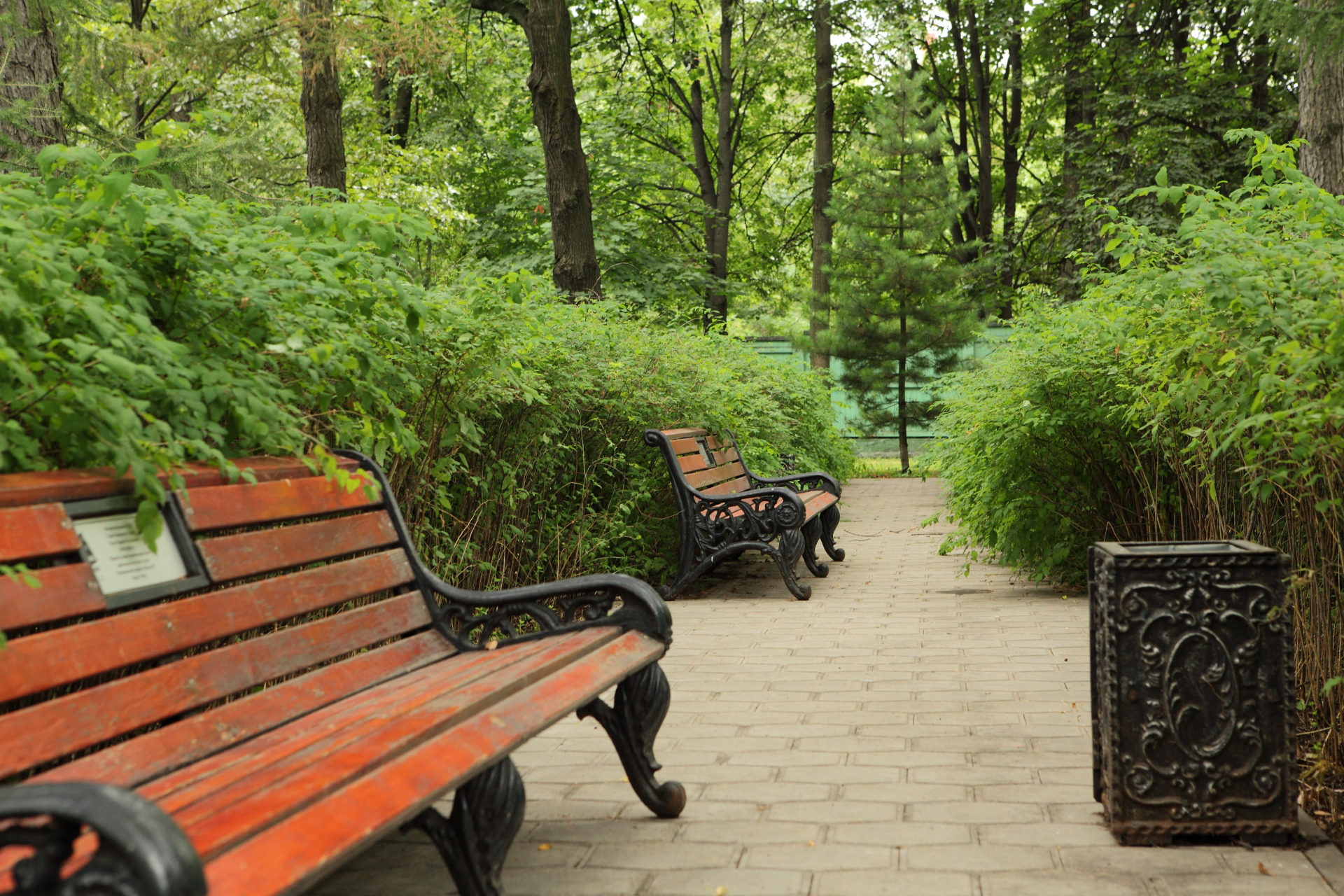
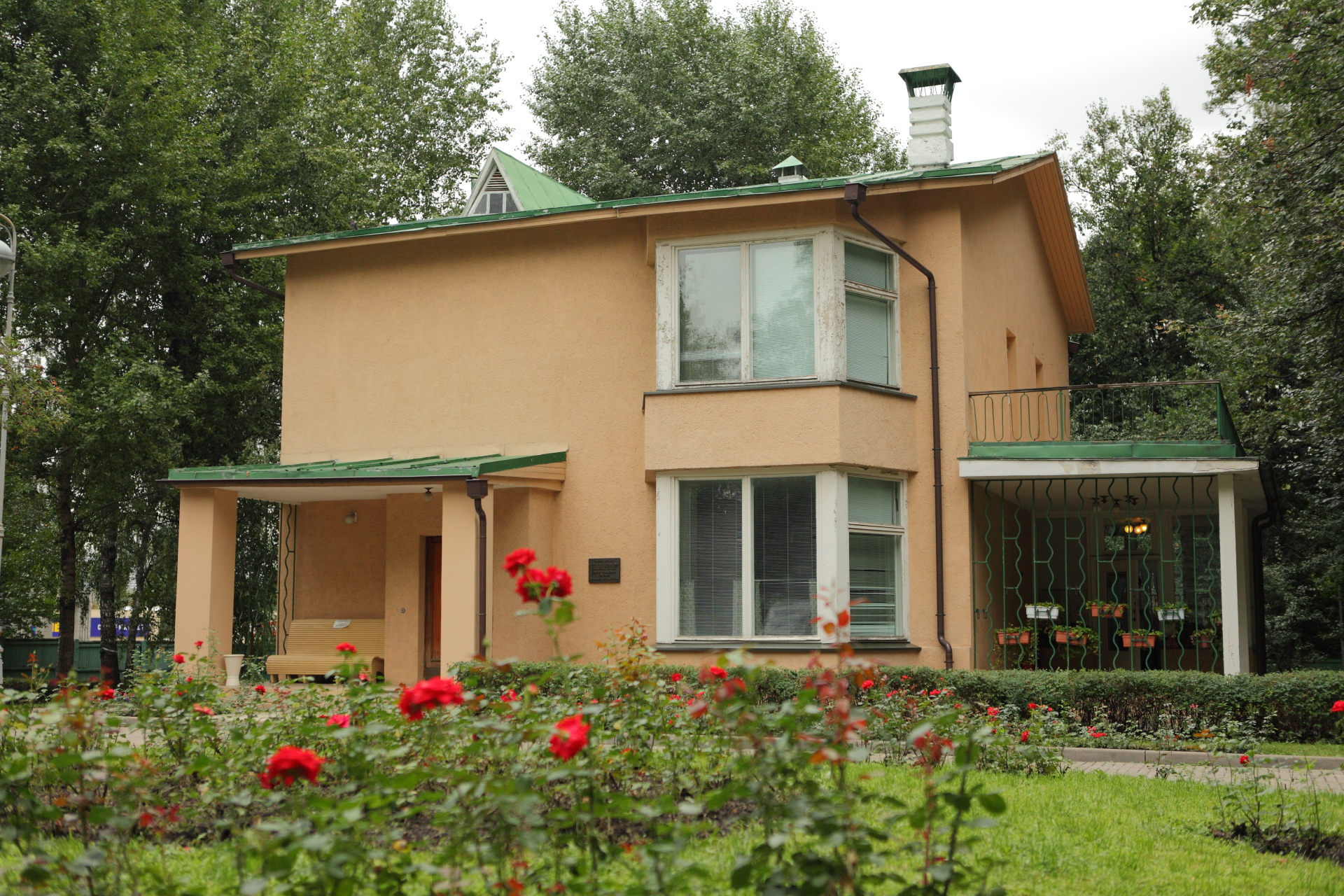
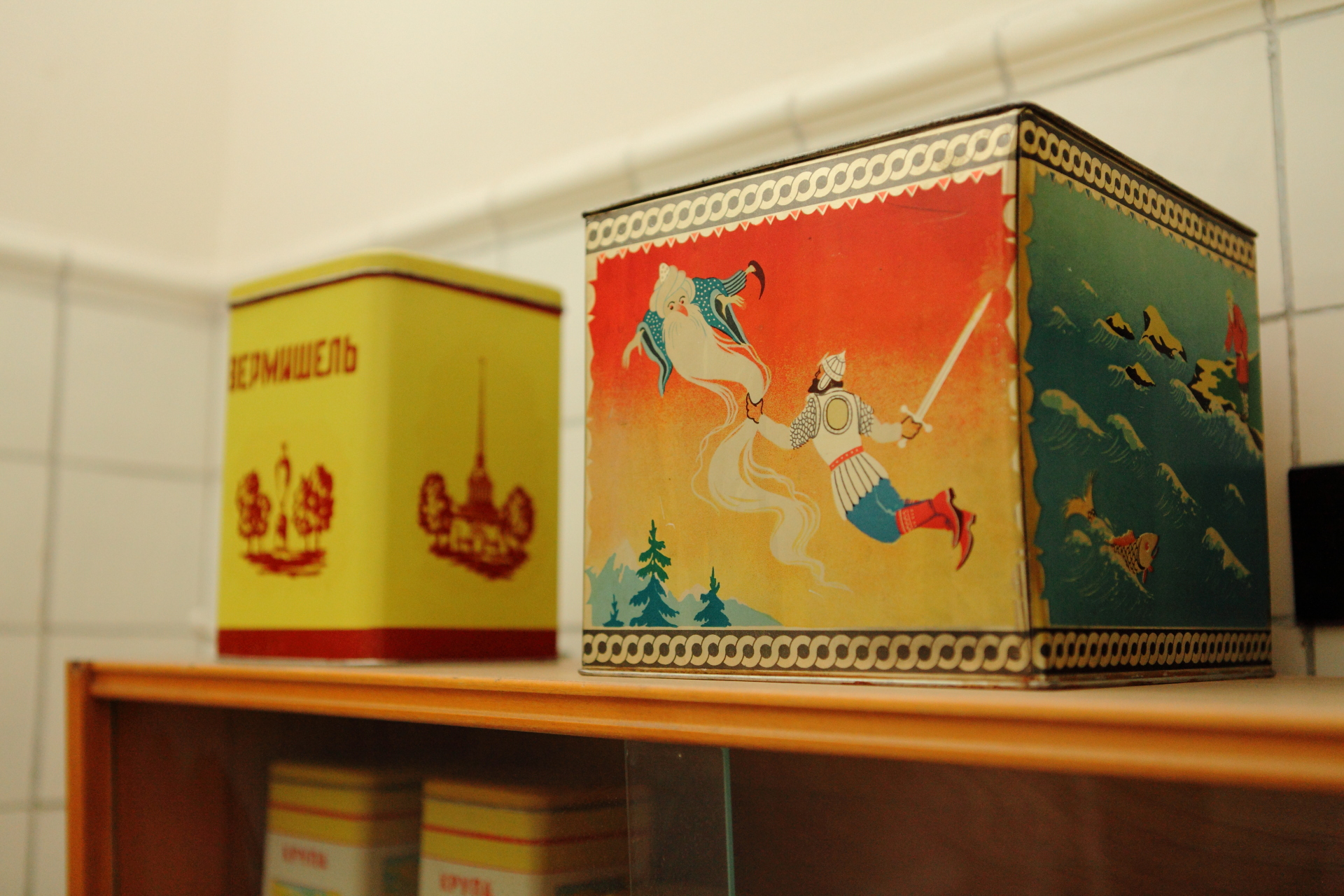
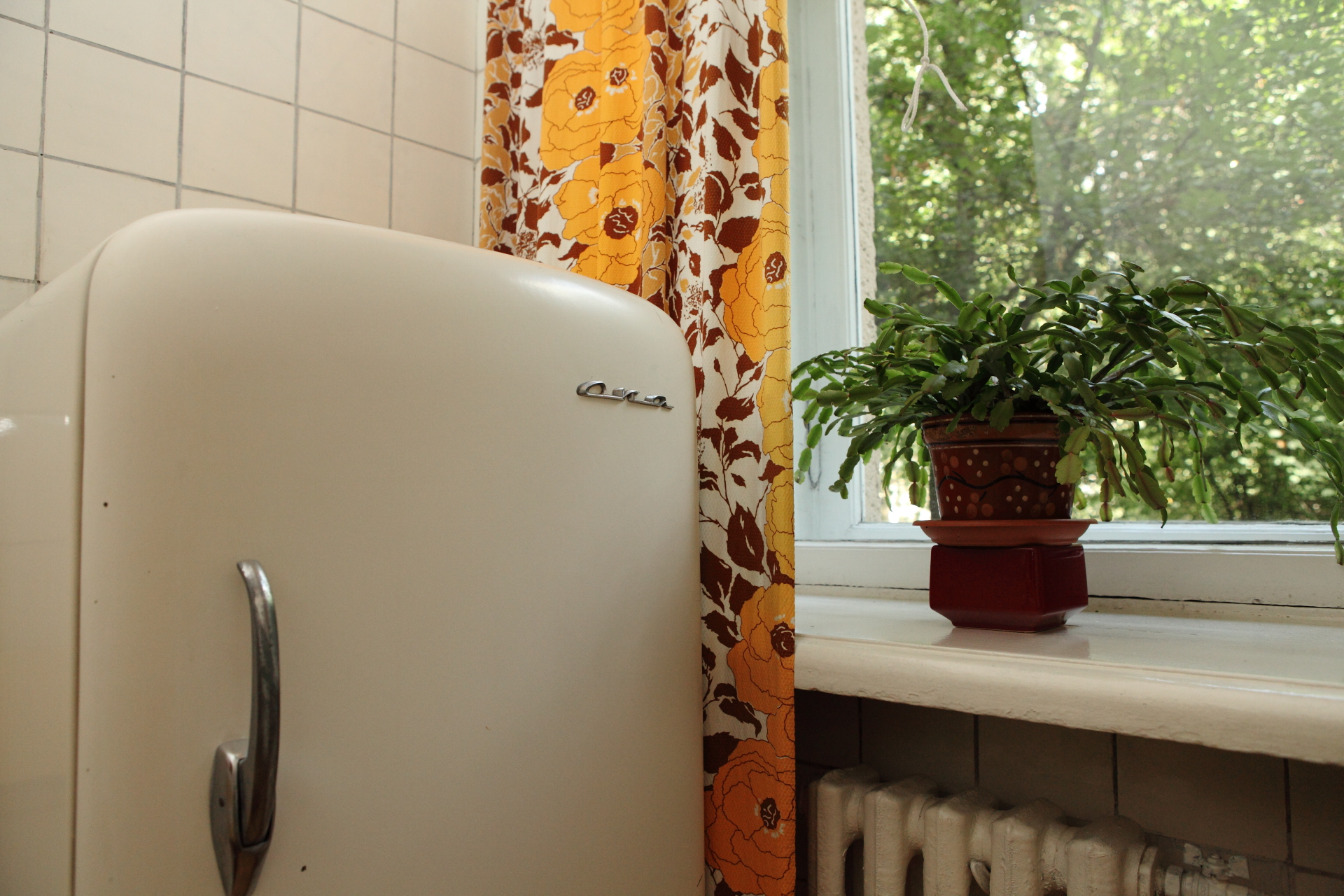
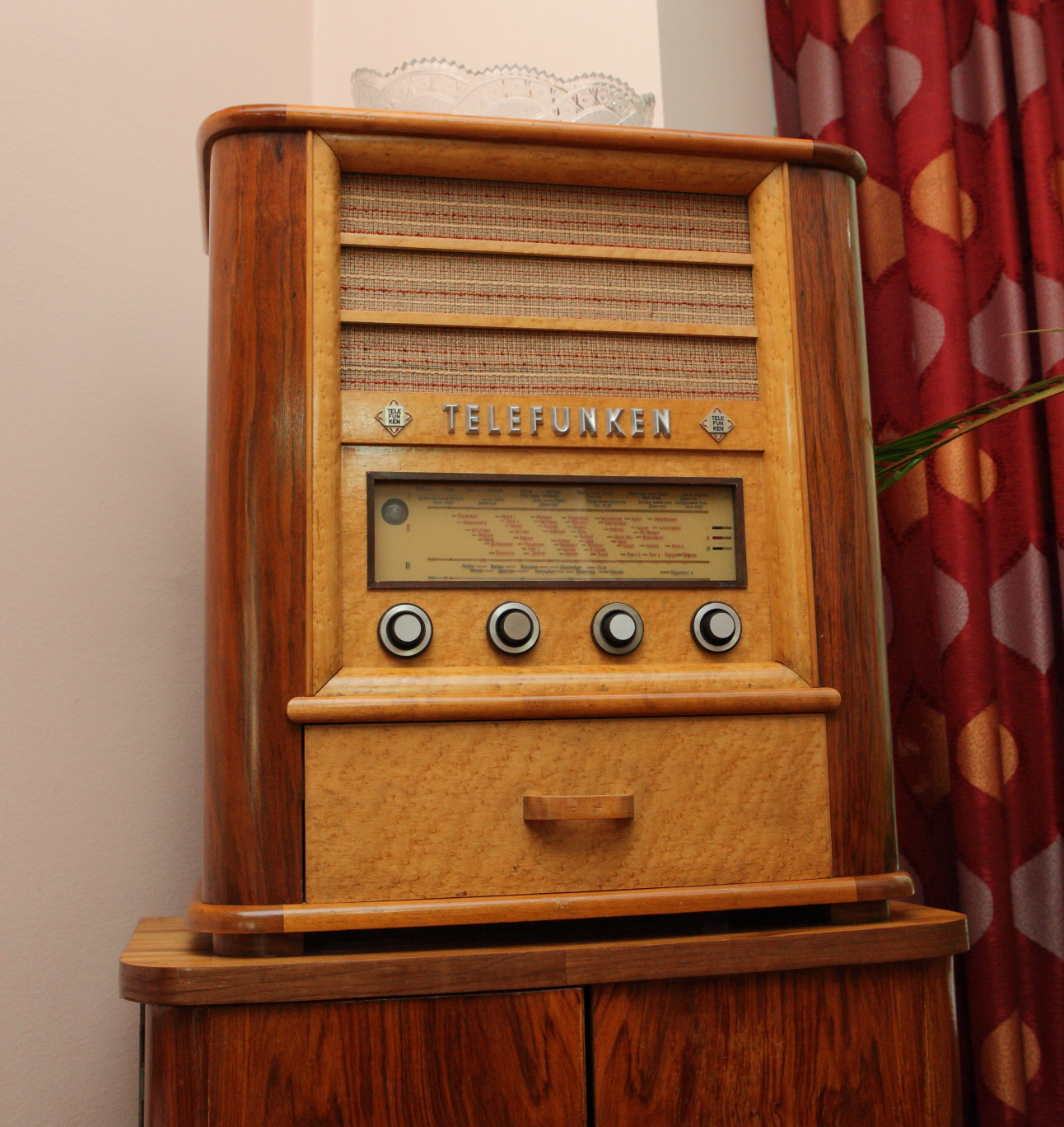
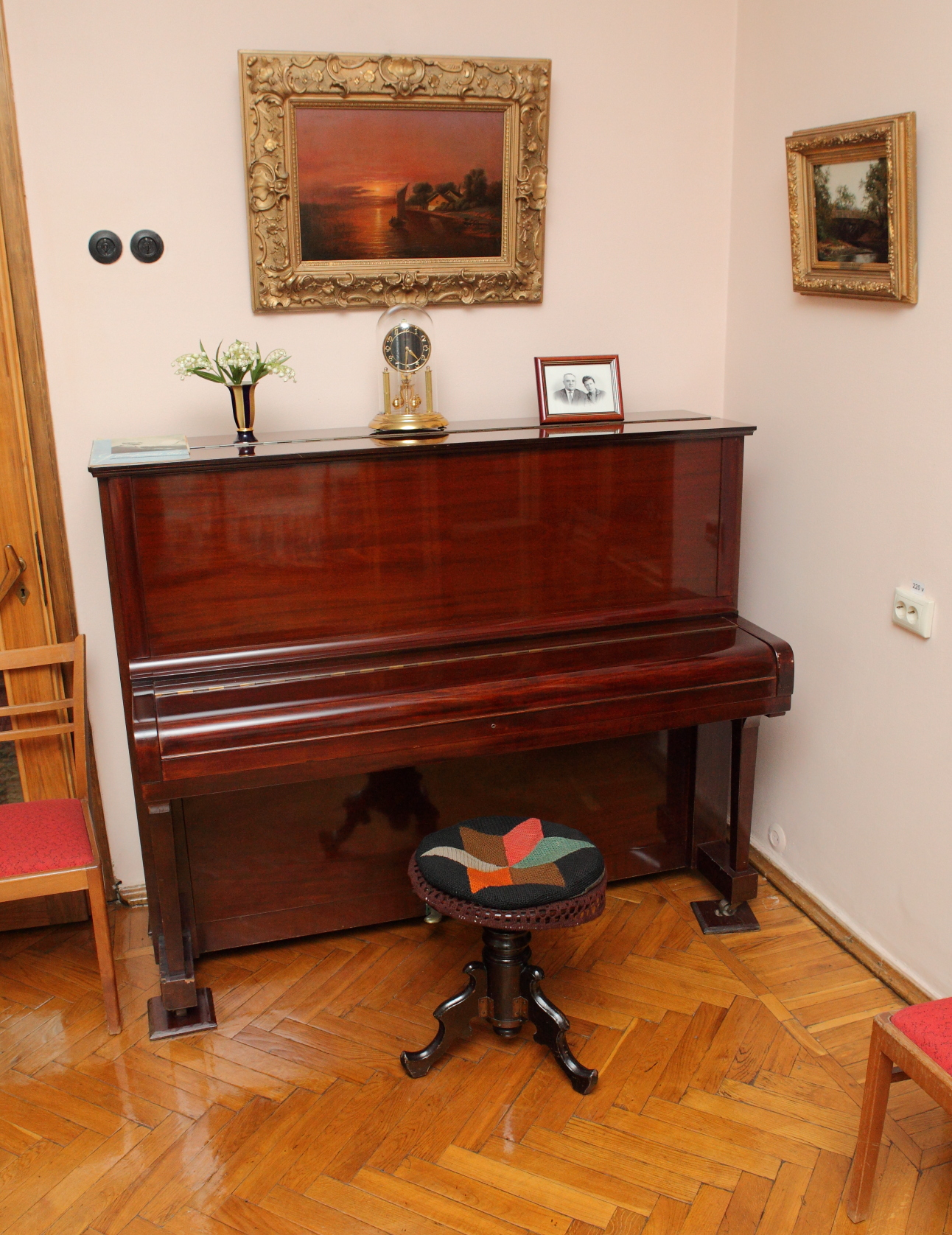
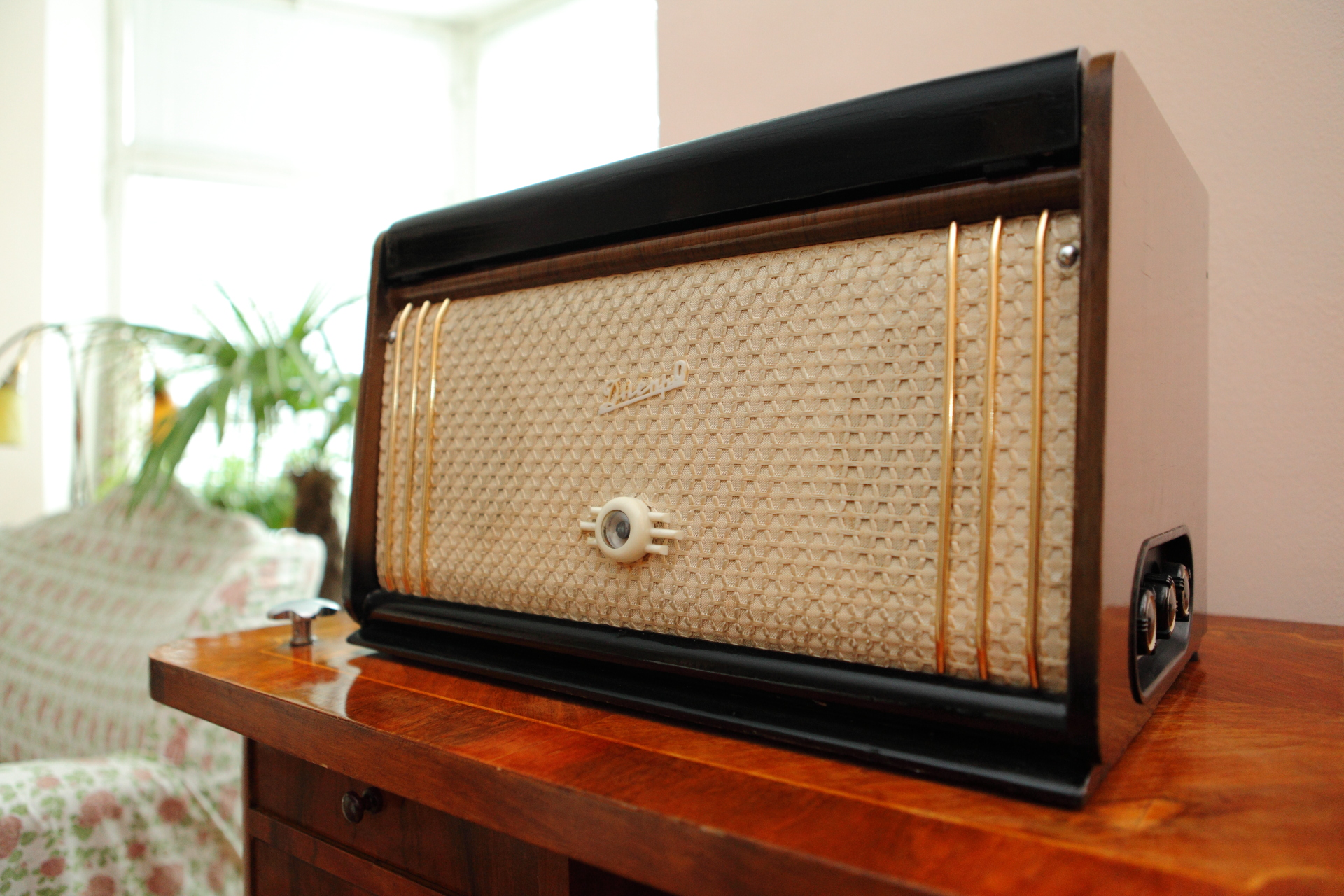
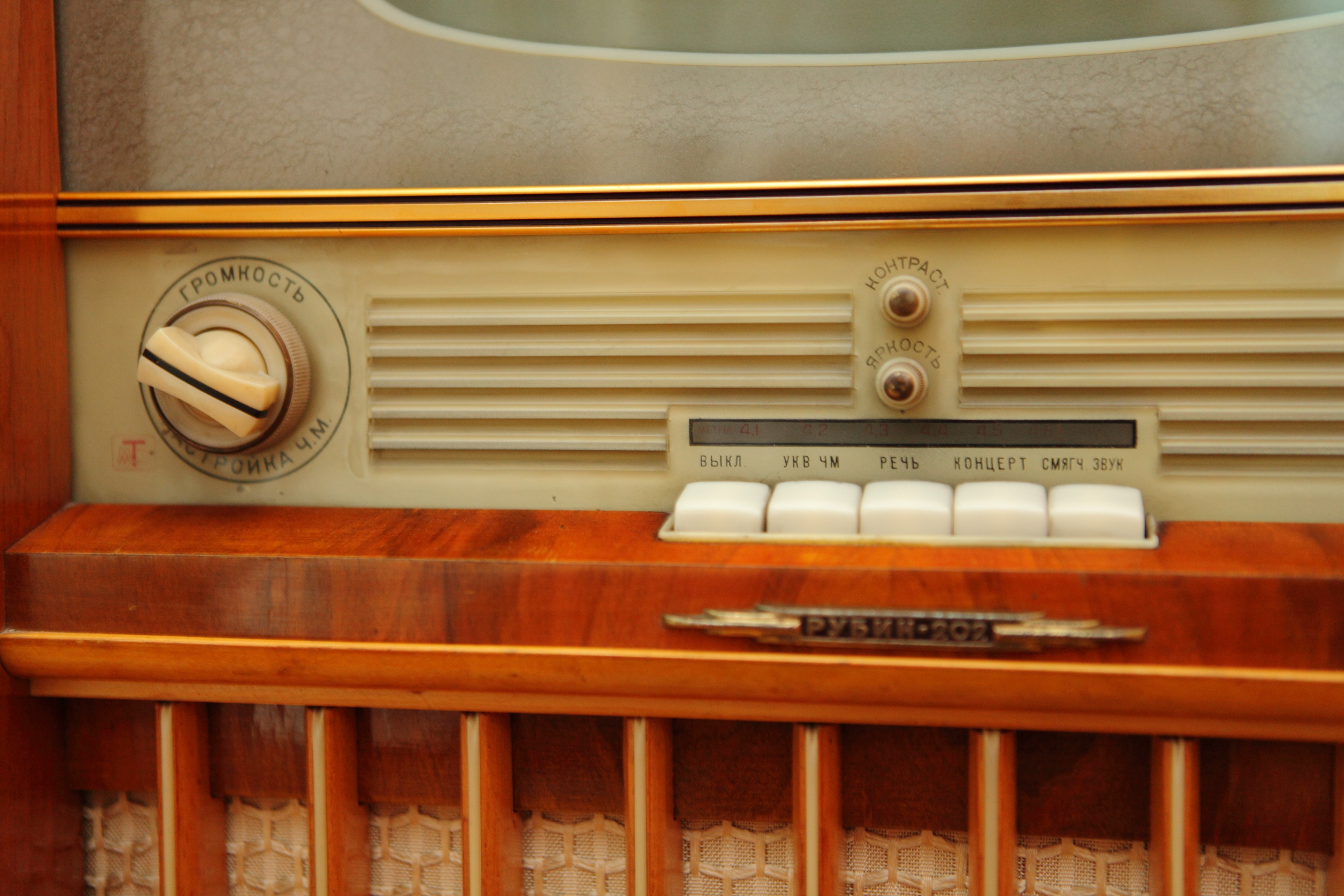